# Acropora copiosa
Acropora copiosa là một loài san hô trong họ Acroporidae. Loài này được Nemenzo mô tả khoa học năm 1967.